# Vincenzo Sofo

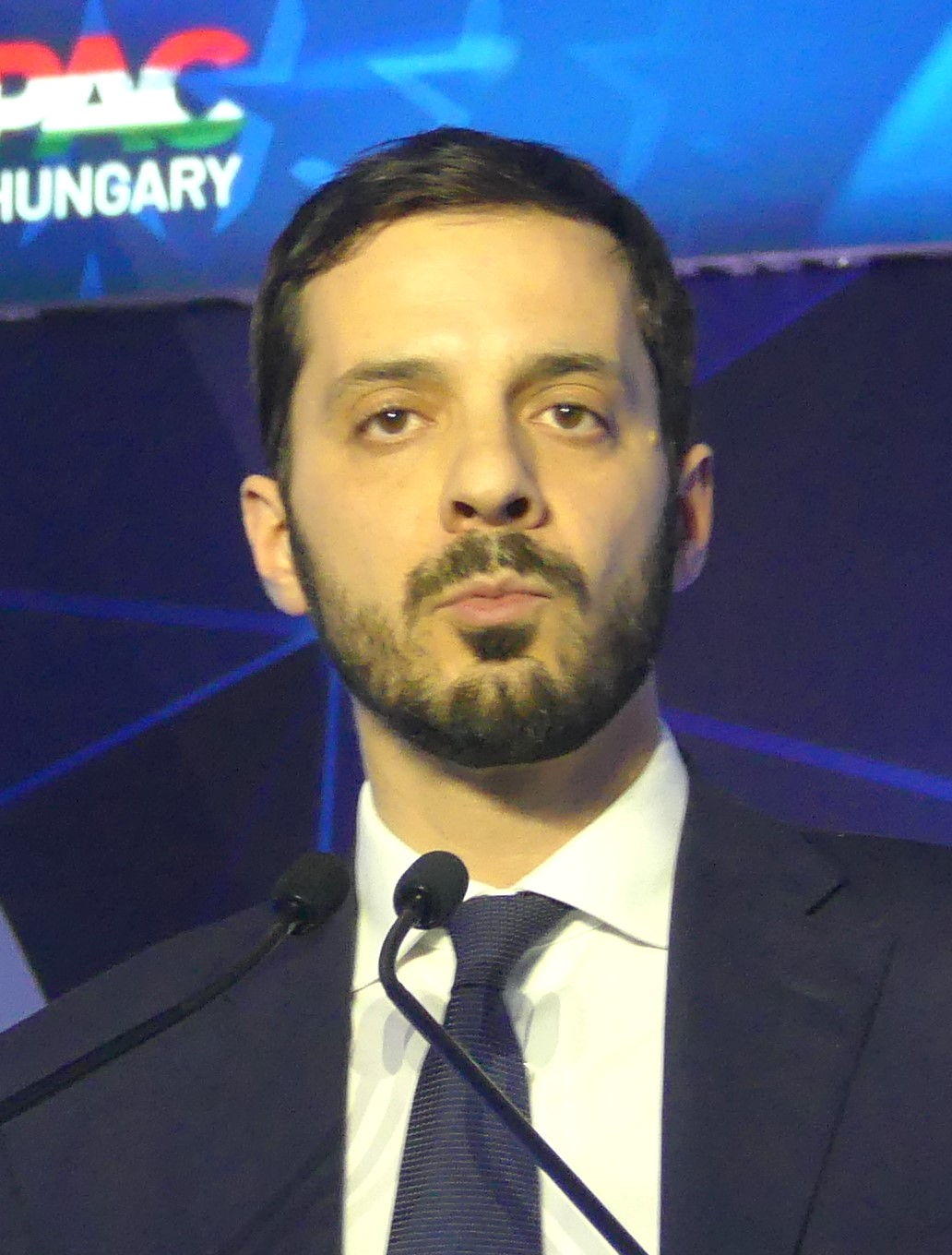
Vincenzo Sofo

Vincenzo Sofo (geboren 18. Dezember 1986 in Mailand) ist ein italienischer Politiker. Er ist seit 1. Februar 2020 Mitglied des Europäischen Parlaments.

## Leben
Sofo absolvierte ein Wirtschaftsstudium an der Cattolica in Mailand. Von 2007 bis 2009 war er Vorsitzender der Mailänder Jugendorganisation der nationalistischen Partei La Destra von Francesco Storace. 2009 gründete er die Denkfabrik IlTalebano.com mit. Er näherte sich politisch der Lega Nord an und unterstützte deren Entwicklung zu einer in ganz Italien aktiven nationalistischen Partei. 2011 wurde er in den Rat des 6. Stadtbezirks von Mailand gewählt. Im Jahr 2016 kandidierte er erfolglos für den Stadtrat von Mailand.

### Europaparlament
Bei der Europawahl 2019 trat Sofo für die Lega im Wahlbereich Süd an. Durch die Erhöhung der Anzahl italienischer Mandate nach dem Ausscheiden des Vereinigten Königreichs aus der Europäischen Union rückte er am 1. Februar 2020 ins Europäische Parlament nach. Im Februar 2021 trat er aus der Lega aus, nachdem diese die Bildung der Regierung Draghi unterstützt hatte, und schloss sich Fratelli d’Italia an. Dementsprechend wechselte er im Europaparlament von der ID-Fraktion zur EKR-Fraktion.

### Privates
Sofo ist seit 2021 mit der französischen Politikerin Marion Maréchal verheiratet. 2022 kam die gemeinsame Tochter des Paares, Clotilde, zur Welt. Maréchal war von 2012 bis 2017 Abgeordnete in der französischen Nationalversammlung und ist die Nichte von Marine Le Pen, Parteichefin des rechtsextremen Rassemblement National.